# Семак Андрій Богданович
Андрій Богданович Семак (нар. 9 грудня 1974) — український та російський футболіст, півзахисник.

## Життєпис
Футбольну кар'єру розпочав у «Хіміку». На професіональному рівні дебютував 6 серпня 1994 року в переможному (1:0) виїзному поєдинку 1-го туру Першої ліги проти сумського СБТС. Сергій вийшов на поле на 84-й хвилині, замінивши Сергія Бережного. У першій половині сезону 1994/95 років зіграв 3 матчі за «Хімік» у Першій лізі, ще 1 поєдинок провів у кубку України. Під час зимової паузи сезону 1994/95 років перебрався в «Авангард-Індустрію», у футболці якого зіграв 17 матчів у третій та другій лізі чемпіонату України. З 1996 по 1997 рік грав за «Шахтар» (Красний Луч) в аматорському чемпіонаті України. Також захищав кольори іншого аматорського клубу з Красного Луча, «Фагот-Вукглеремонт».
У 1998 році переїздить до Росії, де підписує контракт з «Кубанню». Проте в краснодарському клубі заграти не вийшло, Семак провів 2 поєдинки в Першій лізі Росії, після чого перейшов в аматорський «Витязь». У складі кримського клубу пройшов шлях від аматора до Другого дивізіону. У 2002 та 2003 роках грав за інший друголіговий клуб, «Слов'янськ», після чого повернувся у «Витязь». У 2004 році залишив команду. Після цього виступав на аматорському рівні за «Алекс» (Витязево), «Абінськ» та «Витязь» (Кримськ). У 2009 році зіграв 1 поєдинок у Другому дивізіоні за «Абінськ». Футбольну кар'єру завершив 2012 року в складі «Витязя» (Кримськ).

## Особисте життя
Має двох братів, Сергія та Миколу, які також стали футболістами.